# Pulimentatura
La pulimentatura è il trattamento professionale di superfici metalliche per renderle adatte a processi successivi (tipicamente lavorazioni di rivestimento quali, ad esempio, verniciatura o cromatura/nichelatura o ossidazione anodica) o per rifinitura estetica (sgrossatura e lucidatura).
La lavorazione è eseguita mediante macchine o attrezzature specifiche, ricorrendo, quando necessario, a sostanze ausiliarie, ad esempio le paste abrasive o detergenti liquidi. Le macchine, genericamente chiamate "pulimentatrici" e le attrezzature (dischi, spazzole, ecc.) o i materiali (sabbia, buratti, ecc.) sono diverse a seconda della specifica lavorazione di pulimentatura che si deve eseguire (burattare, sabbiare, spazzolare, smerigliare, molare, sgrassare e/o lavare, lucidare o elettrolucidare, brillantare, ecc.) nonché il tipo di superficie o impiego del manufatto. A volte alcune operazioni di pulimentatura sono eseguite per eliminare o ridurre imperfezioni fisiologiche da processi meccanici precedenti (stampaggio, pressofusione, fresatura, ecc.). Applicazione particolare è la pulimentatura orafa.
La sbavatura è un'applicazione particolare della molatura e la satinatura è una tipologia particolare di finitura opaca, ottenuta con speciali spazzole rotanti.
Non va confusa la pulimentatura con la pulizia.